# Hyposidra nigricosta
Hyposidra nigricosta là một loài bướm đêm trong họ Geometridae.